# Église unifiée d'Australie
L’Église unifiée d'Australie (Uniting Church in Australia, UCA), est une Église protestante australienne créée le 22 juin 1977, quand de nombreuses congrégations de l'Église méthodiste d'Australasie, de l'Église presbytérienne d'Australie et de l'Union congrégationaliste d'Australie se sont regroupées autour du Basis of Union. Elle est membre de l'Alliance réformée mondiale. Elle est la troisième Église d'Australie après l'Église catholique romaine et l'Église anglicane d'Australie. Elle compte environ 243 000 membres avec 2 500 congrégations.
Au recensement de 2006, il y avait 1 135 427 personnes se reconnaissant membre de l'Église unifiée d'Australie. Une enquête nationale sur la pratique religieuse montre qu'environ 10 % de ces personnes assistent régulièrement au culte. 

## Organisation
L'Église a une organisation presbytéro-synodale. Les conseils regroupent les anciens autour d'un Minister. Ces réunions portent le nom de:
- Congregation (au niveau local)
- Presbytery (au niveau régional)
- Synod (au niveau d'un état)
- Assembly (au niveau fédéral)

La composition de chaque conseil est établie par la Constitution. Chaque conseil comprend à la fois des femmes et des hommes, des laïcs et des personnes ordonnées. Les postes de président de l’Assembly, modérateur du Synod (qui a la présidence de ces conseils) et autres sont ouverts à tous les membres de l'UCA, qu'ils soient laïcs ou ordonnés, hommes ou femmes. 
La direction et la catéchèse dans l'UCA sont effectuées par le Presbytery . Toutefois, de nombreux membres perçoivent le « président du consistoire » (Chairperson of Presbytery) ou le « modérateur » du Synode comme exerçant ce rôle. Ce poste peut être occupé par un religieux ordonné, ou un laïc. Dans de nombreux Presbyteries connus il y a aussi un « officier presbytéral » (Presbytery Officer) qui peut être ordonné ou laïc. Il occupe dans de nombreux cas, les fonctions de « ministre pastoral » (Pastoral Minister), de pasteur des pasteurs (Pastor Pastorum). D'autres ont un travail de conseil et d'autres un travail administratif. 

## Assemblée
L'Assemblée nationale se réunit tous les trois ans et est présidée par le président national. La 12e assemblée s'est réunie à Sydney, en 2009, le Président actuel est le Révérend Alistair MacRae. Il a été précédé par le pasteur Gregor Hendersor. 
Le Président élu est le Révérend Andrew Dutney. Il est actuellement principal de l’Uniting College for Leadership and Theology à Adélaïde et succédera au révérend Alistair Macrae lorsque l'Assemblée se réunira à nouveau en 2012. 
Entre les réunions de l'Assemblée, les affaires sont conduites par la Commission permanente de l'Assemblée qui se réunit trois fois par an, habituellement en mars, juillet et novembre. Cette commission est composée de personnes venant de toute l'Australie avec 18 personnes élues lors de chaque Assemblée. 

### Synodes
Les synodes se réunissent régulièrement. Certains synodes se réunissent tous les ans (par exemple en Nouvelle-Galles du Sud), d'autres se réunissent tous les dix-huit mois, d'autres tous les deux ans (par exemple au Queensland). 
Il y a six synodes (voir http://uca.org.au/synods.htm): 
- Le Synode de Nouvelle-Galles du Sud qui regroupe la Nouvelle-Galles du Sud et le Territoire de la capitale australienne) (voir http://nsw.uca.org.au)
- le Synode du Queensland (voir http://www.ucaqld.com.au/)
- le Synode d'Australie-Méridionale (voir http://www.sa.uca.org.au)
- le Synode d'Australie-Occidentale (voir http://wa.uca.org.au/)
- le Synode du Victoria et de la Tasmanie (voir http://victas.uca.org.au/)
- Le Synode du Nord (qui comprend le Territoire du Nord et les régions du nord de l'Australie-Occidentale) (voir http://ns.uca.org.au/)

### Presbytères
En général, chaque synode comprend un certain nombre de presbytères. 
L'Australie-Méridionale a un modèle d'organisation unitaire regroupant synode et presbytère, et a regroupé les congrégations ayant des intérêts ou des caractéristiques similaires. 
C'est au niveau du presbytère que se prennent les décisions concernant: 
- la sélection de candidature au poste de pasteur:
- l'affectation des pasteurs

### Congrégations
Les congrégations sont les échelons locaux. Elles assurent un culte régulier, généralement le dimanche mais de nombreuses églises organisent également des offices religieux à d'autres moments, par exemple un office par mois en semaine, un office le soir pour les gens qui travaillent le dimanche, des offices le samedi ou le vendredi soir. 
Une réunion de la Congrégation doit se tenir au moins deux fois par an. Cette réunion étudie et en en général approuve le budget, gère les questions de nature locale, les questions de propriété (qui doivent cependant être ratifiés par le presbytère et le Synode) et l'emploi d'un nouveau ministre ou d'autres membres du personnel. 
Les congrégations gèrent leurs affaires grâce à un Conseil dont tous les aînés sont membres, comme le sont les pasteurs ayant la responsabilité pastorale de la congrégation mais il peut y avoir également d'autres membres. Le Conseil se réunit régulièrement et est chargé d'approuver les horaires des offices et d'autres questions. 